# أليستير حنا
أليستير حنا (بالإنجليزية: Alistair Hanna)‏ هو شخصية أعمال بريطاني، ولد في 18 يناير 1945 في هوليوود ‏ في المملكة المتحدة، وتوفي في 12 يوليو 2014.